# Углицкое княжество
Кня́жество У́глицкое (У́гличское) — удельное княжество с центром в Угличе.
Выделилось из Ростовского княжества при разделе того между сыновьями князя Константина Всеволодовича. Это единственное удельное княжество, от которого сохранился (частично) княжеский дворец. Последнее упразднённое княжество Московского государства.

## Происхождение и история
Владетельные дмитровские князья, были владельцами Углича на Волге, основанного раньше, чем имеются письменные известия. При образовании великого княжества Суздальского — Углич вошёл в его границы и старший сын великого князя Всеволода Большое Гнездо — Константин Всеволодович, был первым удельным князем в Угличе. Сделавшись великим князем он отдал Углич своему сыну князю Владимиру, правившему им до нашествия войск хана Батыя и после 1245 года, город наследовал его сын князь Андрей Владимирович (г./п. 1249-ум. 1261), а потом на княжение вступил его бездетный брат, святой князь Роман Владимирович (ум. 1285). Далее владение Угличем перешло к князю Дмитрию Борисовичу, наследовавшего в 1289 году и Ростовское княжество, куда он и перешёл. В этот период Углич, то того времени избегавший разорений, подвергался неоднократным татарским нашествиям. В итоге князю Константину Борисовичу пришлось восстанавливать некогда богатый город; препятствуя дальнейшим набегам, он неоднократно совершал поездки в Орду, где и скончался. От брака с дочерью муромского князя Ярослава (1278), он имел сына князя Александра, продавшего Угличский удел Ивану Даниловиче Калите, который отправил туда на княжение своего брата. Город стал принадлежать московским князьям и передаваться их детям и потомкам. 

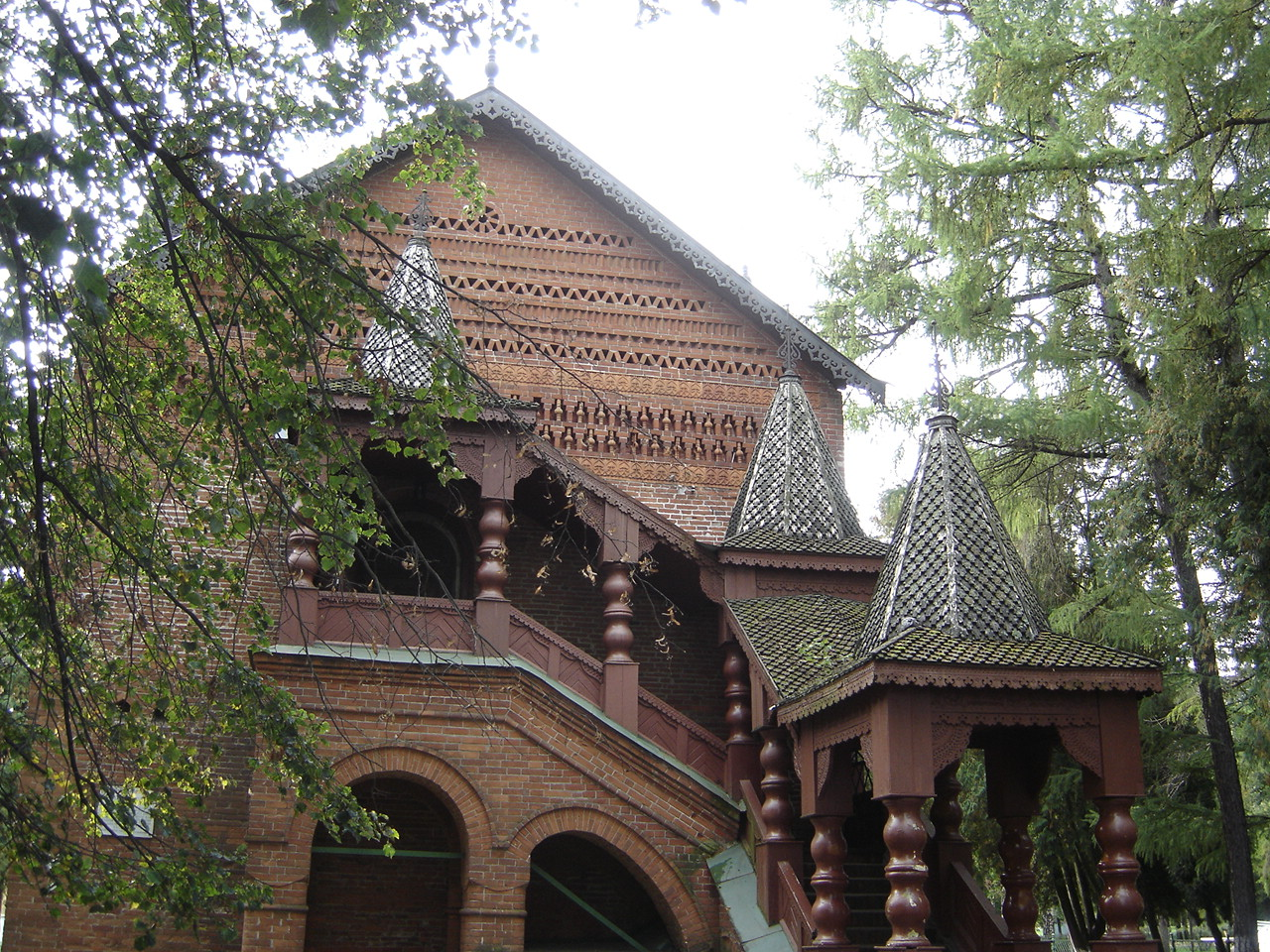
Дворец углицких князей (XV век)

Великий князь Дмитрий Донской отдал Углич своему бездетному сыну князю Петру Дмитриевичу (1382-ум.1428). После его смерти город был передан боровским князьям «в добавок», потом был передан князю Дмитрию Юрьевичу Шемяке, женившемуся на Софье Дмитриевне княжне Заозёрской, а потом перешло сыну великого князя Василия Тёмного — князю Андрею Васильевичу Большому (1461) родившемуся в Угличе (13.08.1446). Правление Андрея Васильевича закончилось захватом князя, приехавшего в гости к брату, который послал его не объявляя вины в заточение в Переславль, где он и умер в 1493 году. Были также в 1492 году захвачены и два его сына Иван (в монашестве святой Игнатий Прилуцкий, ум. 1523) и Дмитрий (ум. 1544), сосланные в тюрьму в вологодский Спасо-Прилуцкий монастырь, где провели остаток своей жизни. Их мать, дочь князя Романа Мезецкого — княжна Елена Романовна (ум. 1492), вторично вступила в брак с князем Андреем Васильевичем в 1470 году, родившая (или уже имевшая от 1-го брака) двух дочерей воспитанных у деда: княжну Ульяну замужем за князем Иваном Семёновичем Кубенским и княжну Евдокию (в иночестве Елена) жена князя Андрея Дмитриевича Курбского.
С 1503 года уделом правил сын Ивана III бездетный князь Дмитрий Иванович Жилка до своей кончины в 1521 году. После его кончины Углицким уделом в течение двенадцати лет правил наместник —Колычев. С 1533 года, младший брат Ивана Грозного — князь Юрий Васильевич при рождении получил в удел Углич, когда он вырос иногда заезжал сюда, но постоянно жил в Москве и там женился в 1547 году на Иулиане Дмитриевне, дочери князя Дмитрия Фёдоровича Палецкого. У них в 1559 году родился сын князь Василий, умерший в детстве (ум. 1560). В 1563 году Юрий Васильевич умер, а вдова в 1564 году постриглась в Новодевичьем монастыре.
Сын Ивана Грозного — царь Фёдор Иванович в 1584 году пожаловал город Углич своему младшему брату, святому князю Дмитрию Углицкому, родившемуся в октябре 1582 года и убиенному в Угличе в мае 1591 года. На нём пресёкся род князей Углицких.
Всего княжеством управляли 23 князя. В дальнейшем городом управляли воеводы.
В Бархатной книге род князей Углицких показан начиная с сына Великого московского князя Василия II Васильевича Тёмного — князя Ивана Васильевича и продолжен его братом князем Дмитрием Васильевичем (ум. до 1461), остальные лица отсутствуют.

## Список правителей

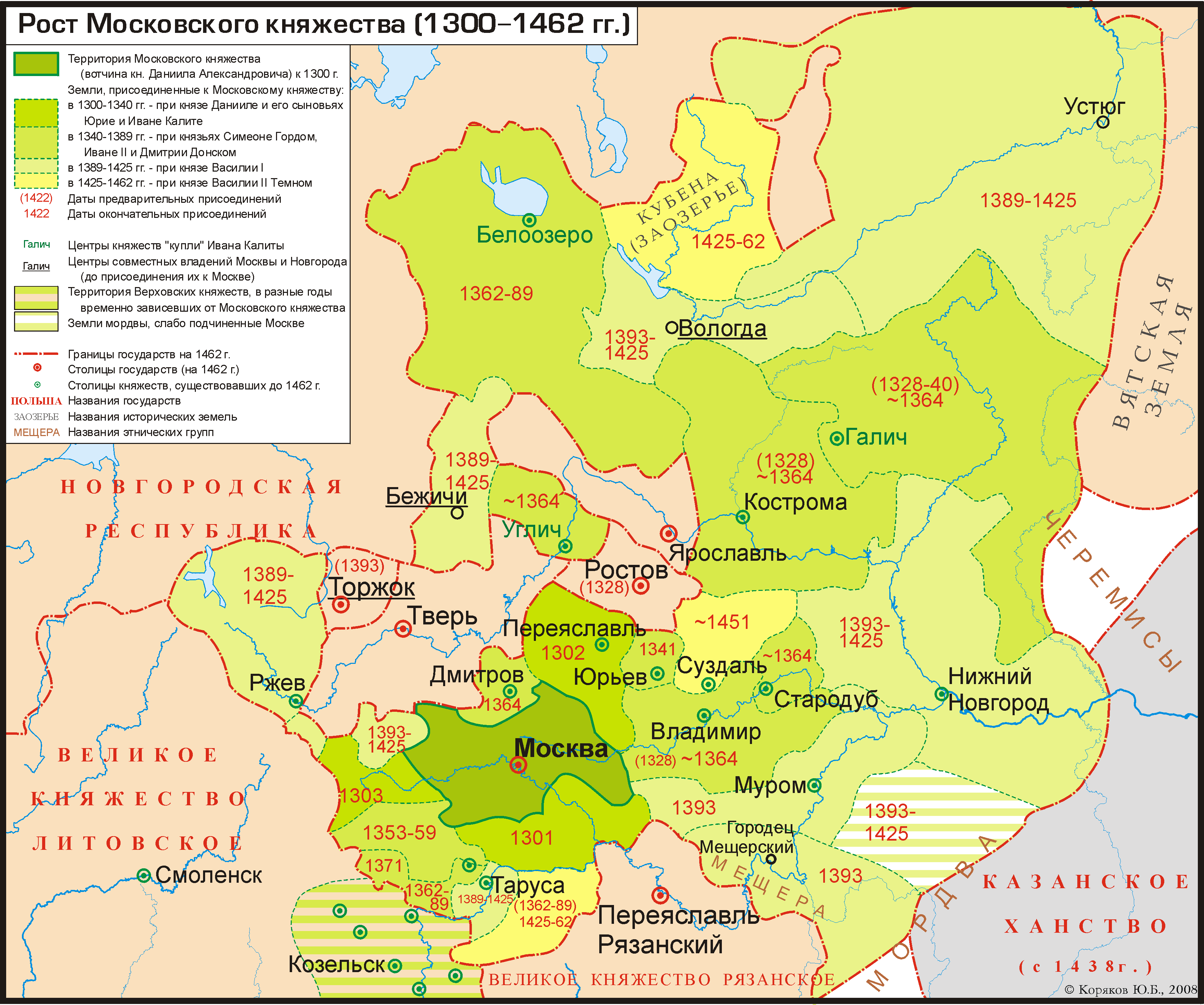
Расширение Московского княжества в 1300—1462 годах

### Углицкие князья
- Владимир Константинович (1216—1249)
- Андрей Владимирович (1249—1261)
- Роман Владимирович (1261—1285)
- Дмитрий Романович[5].

### Ростовские князья
- Дмитрий Борисович (1285—1288)
- Константин Борисович (1288—1294)
- Александр Константинович (1294—1302)
- Юрий Александрович (1302—1320)

### Московские князья
- Пётр Дмитриевич (1389—1405)
- Владимир Андреевич Храбрый (1405—1410)
- Василий Владимирович (1410—1427)
- Константин Дмитриевич (1427—1433)
- Дмитрий Юрьевич Шемяка (1434—1447)[6]
- Дмитрий Юрьевич Красный (1434/1435—1440)[7]
- Андрей Васильевич Большой (Горяй) (1462—1492)
- Дмитрий Иванович Жилка (1506—1521)
- Юрий Васильевич (1534—1564)
- Дмитрий Иванович Святой (1584—1591)